# Klostermansfeld
Klostermansfeld település Németországban, azon belül Szász-Anhalt tartományban. Lakosainak száma 2194 fő (2023. december 31.). Klostermansfeld Gerbstedt és Mansfeld községekkel határos.

## Népesség
A település népességének változása:
| Lakosok száma | 2317 | 2294 | 2265 | 2237 | 2194 |
|               | 2017 | 2019 | 2021 | 2022 | 2023 |